# Julija Wladimirowna Barsukowa
Julija Wladimirowna Barsukowa (russisch Юлия Владимировна Барсукова, auch Julia oder Yulia Barsukova; * 31. Dezember 1978 in Moskau) ist eine ehemalige russische Sportlerin der Rhythmischen Sportgymnastik.

## Leben
Barsukowa kam erst mit elf Jahren zur Rhythmischen Sportgymnastik, entwickelte sich aber schnell zu einem der erfolgreichsten Talente des Landes. Zu Anfang ihrer sportlichen Laufbahn stand sie noch im Schatten anderer russischer Gymnastinnen  wie Jana Batyrschina oder auch Amina Saripowa. Erst 1999, im Alter von 20 Jahren konnte sie ihren ersten internationalen Titel feiern. Bei den Europameisterschaften in Budapest erhielt sie Gold in der Disziplin Seil sowie Silber in der Disziplin Reifen. Ihren Karrierehöhepunkt erreichte sie ein Jahr später mit dem Gewinn der Goldmedaille noch vor der favorisierten Alina Kabajewa bei den Olympischen Spielen in Sydney.